# Pierre André Latreille

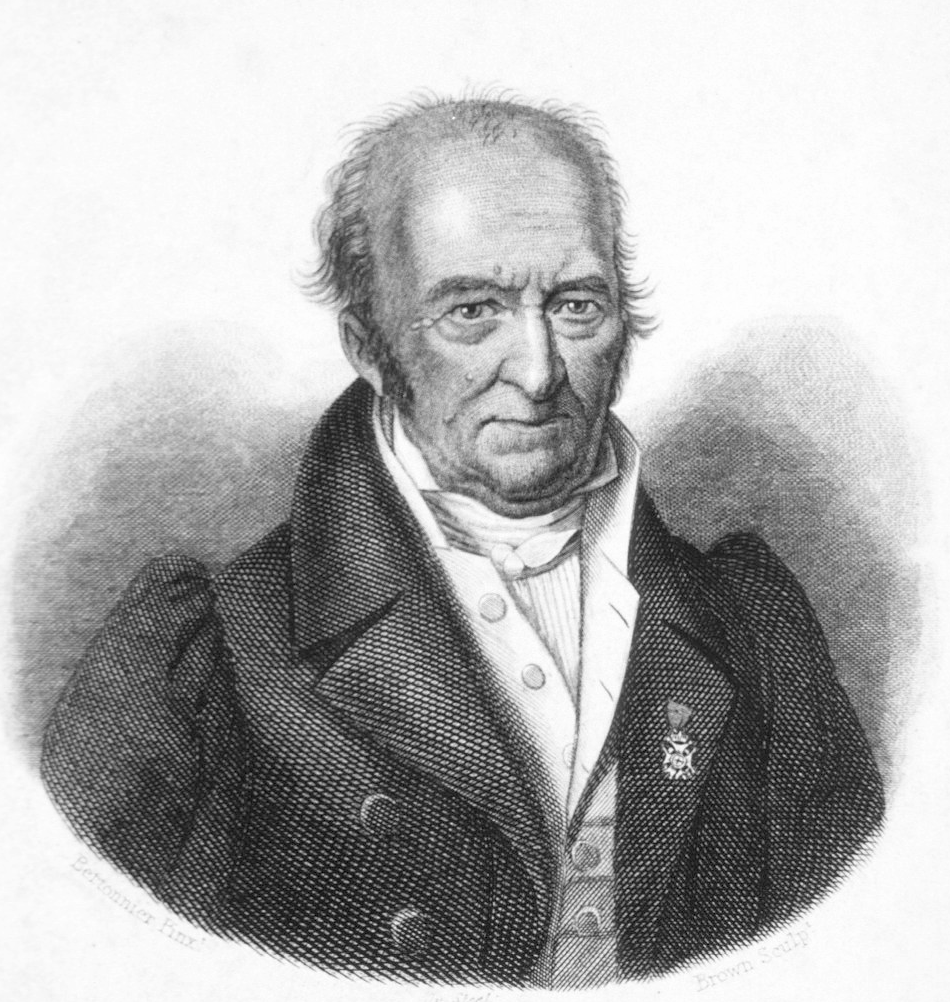
Pierre André Latreille.

Pierre André Latreille (Brive-la-Gaillarde, 20 november 1762 - 6 februari 1833) was een Frans priester en  entomoloog. Zijn werken over insecten bepaalden veel van de insectentaxa, die vandaag de dag nog in gebruik zijn.
Latreille werd geboren in een eenvoudige familie in de Corrèze en begon in 1778 op het college Lemoine in Parijs. In 1778 werd hij priester gewijd en ging hij terug naar Brive, waar hij al zijn vrije tijd besteedde met het bestuderen van insecten. In 1788 ging hij terug naar Parijs en werd actief in de wetenschappelijke wereld. 
Als priester maakte de Franse Revolutie zijn situatie lastig; hij verliet Parijs en werd later gevangengezet in Bordeaux. In 1796 publiceerde hij Précis des caractères génériques des insectes, disposés dans un ordre naturel in Brive.
In 1798 kreeg hij de opdracht de insectencollectie van het nieuwe Muséum national d'histoire naturelle in Parijs te organiseren; in 1814 werd hij lid van de Franse Academie van Wetenschappen, en in 1821 werd hij benoemd tot Ridder in het Franse Legioen van Eer. Hij was leraar zoölogie aan de diergeneeskundige school in Alfort bij Parijs, en in 1830 werd Latreille benoemd tot hoogleraar zoölogie. Bij de oprichting van de Société Entomologique de France in 1832 werd hij de eerste ere-voorzitter.
Het krabbengeslacht Latreillia is naar hem vernoemd.

## Werken
- Précis des caracteres generiques des insectes, disposes dans un ordre naturel - Paris-Brive, Prevot - F. Boudreaux XII, 3 201 [7] (1796).
- Histoire naturelle générale et particulière des crustacés et insectes (14 vols., 1802-1805), deel uitmakend van C.N.S. Sonnini's editie van Georges-Louis Leclerc, Comte de Buffon.
- Genera crustaceorum et insectorum, secundum ordinem naturalem ut familias disposita (4 vols., 1806, 1807, 1807, 1809).
- Considérations sur l'ordre naturel des animaux composant les classes des crustacés, des arachnides, et des insectes (1810).
- Les crustacés, les arachnides, les insectes: 1-653. In: Cuvier G. Le règne animal distribue d'apres son organisation, pour servir de base à l'histoire naturelle des animaux et d'introduction a l'anatomie, Paris, Deterville.
- Annales du Mus. [Cit. ex: Kirby W., Spence W. 1833. Einleitung in der Entomologie, oder Elemente der Naturgeschichte der Insecten., Bd.4: 481] (1821).
- Familles naturelles du règne animal, exposés succinctement et dans un ordre analytique (1825).
- Cours d'entomologie (waarvan alleen het eerste deel verscheen, 1831).
- de hele sectie Crustacés, Arachnides, Insectes, in Georges Cuviers Règne animal.
- veel artikelen in de Annales du Museum, de Encyclopedie méthodique, de Dictionnaire classique d'histoire naturelle en elders.

- Bibsys: 90770331
- Biblioteca Nacional de España: XX6533123
- Bibliothèque nationale de France: cb12284223m (data)
- CiNii: DA07567975
- Gemeinsame Normdatei: 116862831
- International Standard Name Identifier: 0000 0000 8078 997X
- Library of Congress Control Number: nr95019815
- Base Léonore: LH//1495/32
- Nationale bibliotheek van Australië: 35249140
- Nationale Bibliotheek van Israël: 987007422758505171
- Nationale Bibliotheek van Polen: a0000001059161
- Nederlandse Thesaurus van Auteursnamen: 073797626
- Réseau des bibliothèques de Suisse occidentale: 02-A003498656
- SNAC: w6329tv0
- Système universitaire de documentation: 031671470
- Museum of New Zealand Te Papa Tongarewa: 65598
- Trove: 881629
- Virtual International Authority File: 73031
- WorldCat: E39PBJxcXThTVQCKQVDjM39kXd